# Arthur Eloesser
Arthur Eloesser, född 20 mars 1870, död 14 februari 1938, var en tysk journalist och litteraturvetare.
Eloesser var teaterkritiker i Vossische Zeitung. som litteraturhistoriker har Eloesser publicerat Das bürgerliche Drama (1898) och Die deutsche Literatur vom Barock bis zur Gegenwart (1929-) samt diktarbiografier, bland annat över Thomas Mann 1925.